# MP3 서라운드

MP3 서라운드(MP3 Surround)는 5.1 서라운드 사운드를 포함한 다중 채널 오디오 지원을 위한 MP3의 확장이다. 프라운호퍼 IIS(Fraunhofer IIS)가 톰슨(Thomson) 및 아기어 시스템즈(Agere Systems)와 협력하여 개발했으며 2004년 12월에 출시되었다.
MP3 서라운드는 표준 MP3와 역호환된다. 데이터 오버헤드는 16kbit/s이며 이는 표준 스테레오 MP3 파일과 유사한 파일 크기를 허용한다. 파일 크기는 일반 MP3 파일보다 약 10% 더 크다. 현재 평가 인코더는 개인 및 비상업적 용도로 사용이 허가되었다. MP3 서라운드 파일은 WAV 오디오의 5개 또는 6개 채널에서 생성될 수 있다.
DivX사및 Magix와 같은 여러 회사에서는 새 코덱에 대한 지원을 발표했다. DivX사는 2006년 9월 6일에 MP3 서라운드를 지원하는 첫 번째 플레이어를 출시했다.
2006년 1월 톰슨과 프라운호퍼 IIS는 스테레오 헤드폰을 통해 MP3 서라운드 5.1 채널 사운드를 재생할 수 있는 엔소니도(Ensonido)와 표준 스테레오 MP3 파일을 MP3 서라운드 파일로 업그레이드하는 MP3 SX라는 두 가지 새로운 동반 기술도 출시했다.
널소프트 윈앰프는 5.5 릴리스에서 통합 MPEG 오디오 디코더(2007년 10월 10일 릴리스)의 일부로 MP3 서라운드 형식을 포함했다.
2008년 7월 2일부터 시스템 소프트웨어 v2.40을 통해 플레이스테이션 3는 MP3 서라운드 재생을 지원한다.